# Fotbal Club Farul Constanța 2022-2023
Questa voce raccoglie le informazioni riguardanti il Fotbal Club Farul Constanța nelle competizioni ufficiali della stagione 2022-2023.

## Stagione
Nella stagione 2022-2023 il Farul Costanza disputa il campionato di Liga I, dopo il quinto posto della stagione precedente.
Si impone come capolista del campionato per buona parte del torneo. Alla 22ª giornata, dopo la sconfitta nello scontro diretto, è però scavalcato al primo posto dal CFR Cluj. Il nuovo sorpasso riesce due giornate dopo, in seguito al successo contro l'Universitatea Craiova. Mantiene il comando in solitaria fino alla fine della stagione regolare e si qualifica alle Poule scudetto. Al primo posto per tutta la fase, il 21 maggio 2023 vince 3-2 la sfida decisiva per il titolo alla penultima giornata contro il FCSB, secondo in classifica, e conquista matematicamente il campionato.
Esce alla fase a gironi di Coppa di Romania, pur senza perdere partite.

## Divise e sponsor
Lo sponsor tecnico per la stagione 2022-2023 è Nike, mentre il main sponsor è OMV Petrom.
| Casa | Trasferta | Terza divisa |

## Organigramma societario
Area direttiva
- Presidente: Gheorghe Popescu
- Direttore generale: Cristian Bicolaru
- Direttore sportivo: Zoltán Iasko
- Vice presidente: Tiberiu Curt

Area organizzativa
- Direttore esecutivo: Cristiana Pariza
- Direttore economico: Gheorghe Mega
- Direttore marketing: Costin Mega
- Direttore base sportiva "Accademia Gheorghe Hagi": Decebal Curumi
- Direttore tecnico "Accademia Gheorghe Hagi": Cristian Cămui
- Direttore organizzazione competizioni e licenze: Constantin Stamate

Area tecnica
- Manager tecnico: Gheorghe Hagi
- Allenatore principale: Cătălin Anghel
- Allenatori in seconda: Cristian Sava, Constantin Fălină
- Preparatore dei portieri: Ștefan Preda
- Preparatore atletico: Ștefan Anghel
- Team manager: Alexandru Mățel
- Magazzinieri: Mihai Tutungiu, Ștefan Pețu

Area sanitaria
- Medici sociali: Shadi Flaha, George Puflene
- Fisioterapisti: Paul Ciocănescu, Denis Răilean
- Massaggiatori: Daniel Stoian, Cosmin Ghiorghe

## Rosa
Rosa e numerazione aggiornate al 30 aprile 2023.
| N. |                           | Ruolo | Calciatore         |
| -- | ------------------------- | ----- | ------------------ |
| 1  | Romania (bandiera)        | P     | Alexandru Buzbuchi |
| 3  | Romania (bandiera)        | D     | Mihai Popescu      |
| 4  | Costa d'Avorio (bandiera) | C     | Kevin Doukoure     |
| 5  | Romania (bandiera)        | D     | Sebastian Mladen   |
| 5  | Costa d'Avorio (bandiera) | D     | Kévin Boli         |
| 6  | Romania (bandiera)        | C     | Tudor Băluță       |
| 7  | Romania (bandiera)        | A     | Denis Alibec       |
| 8  | Romania (bandiera)        | C     | Carlo Casap        |
| 9  | Romania (bandiera)        | A     | Adrian Petre       |
| 9  | Romania (bandiera)        | A     | Louis Munteanu     |
| 10 | Romania (bandiera)        | A     | Vlad Morar         |
| 11 | Romania (bandiera)        | C     | Gabriel Torje      |
| 11 | Brasile (bandiera)        | A     | Mateus Criciúma    |
| 12 | Romania (bandiera)        | P     | Mihai Aioani       |
| 14 | Romania (bandiera)        | D     | Daniel Bîrzu       |
| 15 | Romania (bandiera)        | D     | Gabriel Dănuleasa  |
| 16 | Romania (bandiera)        | C     | Dragoș Nedelcu     |
| 17 | Romania (bandiera)        | D     | Ionuț Larie        |
| 18 | Romania (bandiera)        | C     | Andrei Artean      |
| 19 | Romania (bandiera)        | A     | Luca Andronache    |
| 20 | Romania (bandiera)        | D     | Romario Benzar     |
| 20 | Romania (bandiera)        | A     | Ionuț Cojocaru     |

| N. |                     | Ruolo | Calciatore          |
| -- | ------------------- | ----- | ------------------- |
| 21 | Romania (bandiera)  | D     | Dan Sîrbu           |
| 22 | Romania (bandiera)  | D     | Radu Boboc          |
| 22 | Romania (bandiera)  | D     | Darius Grosu        |
| 23 | Romania (bandiera)  | C     | Robert Ion          |
| 23 | Lituania (bandiera) | D     | Rolandas Baravykas  |
| 24 | Romania (bandiera)  | C     | Constantin Grameni  |
| 25 | Benin (bandiera)    | D     | David Kiki          |
| 26 | Romania (bandiera)  | A     | Adrian Mazilu       |
| 27 | Romania (bandiera)  | D     | Andrei Borza        |
| 30 | Romania (bandiera)  | C     | Eduard Rădăslăvescu |
| 31 | Romania (bandiera)  | C     | Luca Banu           |
| 33 | Romania (bandiera)  | P     | Vlad Răfăilă        |
| 34 | Romania (bandiera)  | P     | Ștefan Mușat        |
| 45 | Francia (bandiera)  | C     | Jérémy Corinus      |
| 45 | Brasile (bandiera)  | D     | Gustavo Marins      |
| 77 | Romania (bandiera)  | A     | Enes Sali           |
| 79 | Belgio (bandiera)   | D     | Ayrton Mboko        |
| 80 | Francia (bandiera)  | A     | Alexi Pitu          |
| 90 | Romania (bandiera)  | A     | Alexandru Stoian    |
| 98 | Romania (bandiera)  | C     | Nicolas Popescu     |
| 99 | Romania (bandiera)  | A     | Robert Moldoveanu   |

## Calciomercato

### Sessione estiva(dall'1/7 al 30/9)
| Acquisti         | Acquisti           | Acquisti           | Acquisti      |
| R.               | Nome               | da                 | Modalità      |
| ---------------- | ------------------ | ------------------ | ------------- |
| P                | Alexandru Buzbuchi | Gaz Metan          | svincolato    |
| D                | Romario Benzar     | Lecce              | svincolato    |
| D                | David Kiki         | Arda Kărdžali      | svincolato    |
| D                | Ayrton Mboko       | Academica Clinceni | svincolato    |
| D                | Mihai Popescu      | Hearts             | svincolato    |
| C                | Tudor Băluță       | Brighton           | svincolato    |
| C                | Carlo Casap        | Concordia Chiajna  | fine prestito |
| C                | Jérémy Corinus     | Academica Clinceni | svincolato    |
| C                | Kevin Doukoure     | Tabor Sežana       | svincolato    |
| C                | Robert Ion         | FCSB               | svincolato    |
| C                | Dragoș Nedelcu     | FCSB               | svincolato    |
| C                | Gabriel Torje      | Dinamo Bucarest    | svincolato    |
| A                | Denis Alibec       | Kayserispor        | svincolato    |
| A                | Vlad Morar         | Dinamo Bucarest    | svincolato    |
| A                | Louis Munteanu     | Fiorentina         | prestito      |
| Altre operazioni |                    |                    |               |
| R.               | Nome               | da                 | Modalità      |
| D                | Antonio Vlad       | Corvinul Hunedoara | fine prestito |
| C                | Mădălin Calu       | Dunărea Călărași   | svincolato    |
| C                | Răzvan Iorga       | FC Brașov          | fine prestito |
| A                | George Ganea       | Argeș Pitești      | fine prestito |
| A                | Răzvan Matiș       | Concordia Chiajna  | fine prestito |
| A                | Alexandru Stoian   | Academica Clinceni | svincolato    |

| Cessioni         | Cessioni            | Cessioni               | Cessioni      |
| R.               | Nome                | a                      | Modalità      |
| ---------------- | ------------------- | ---------------------- | ------------- |
| P                | Laurențiu Brănescu  | U Cluj                 | svincolato    |
| D                | Radu Boboc          | FCSB                   | definitivo    |
| D                | Damien Dussaut      | Rapid Bucarest         | svincolato    |
| D                | Sebastian Mladen    | Panaitōlikos           | svincolato    |
| D                | Bradley de Nooijer  | CSKA Sofia             | definitivo    |
| C                | Josemi Castañeda    | Gimnástica Torrelavega | svincolato    |
| C                | Andrei Ciobanu      | Rapid Bucarest         | definitivo    |
| C                | Gabriel Iancu       | Achmat Groznyj         | fine prestito |
| C                | Nicolas Popescu     | Voluntari              | svincolato    |
| C                | Florin Purece       | U Cluj                 | svincolato    |
| C                | Eduard Rădăslăvescu | FCSB                   | definitivo    |
| A                | Jefté Betancor      | CFR Cluj               | definitivo    |
| A                | Michael Omoh        | Kazma SC               | svincolato    |
| A                | Adrian Petre        | Levadeiakos            | svincolato    |
| Altre operazioni |                     |                        |               |
| R.               | Nome                | a                      | Modalità      |
| D                | Gabriel Buta        | Unirea Dej             | prestito      |
| D                | Alex Georgescu      | Gloria Bistrița Năsăud | prestito      |
| D                | David Maftei        | Unirea Dej             | prestito      |
| D                | Antonio Vlad        | Corvinul Hunedoara     | prestito      |
| C                | Ștefan Bodișteanu   | CSA Steaua Bucarest    | prestito      |
| C                | Ianis Malama        | Unirea Costanza        | prestito      |
| A                | George Ganea        | FC U Craiova           | svincolato    |
| A                | Răzvan Matiș        | Gloria Buzău           | prestito      |
| A                | Robert Mustaca      | Concordia Chiajna      | prestito      |

### Sessione invernale(dall'1/1 al 28/2)
| Acquisti         | Acquisti           | Acquisti              | Acquisti      |
| R.               | Nome               | da                    | Modalità      |
| ---------------- | ------------------ | --------------------- | ------------- |
| D                | Rolandas Baravykas |                       | svincolato    |
| D                | Kévin Boli         | Botoșani              | svincolato    |
| D                | Gustavo Marins     | Grêmio                | svincolato    |
| C                | Nicolas Popescu    | Voluntari             | svincolato    |
| A                | Mateus Criciúma    | Botoșani              | svincolato    |
| Altre operazioni |                    |                       |               |
| R.               | Nome               | da                    | Modalità      |
| D                | Darius Grosu       | Metaloglobus Bucarest | fine prestito |
| C                | Ianis Malama       | Unirea Costanza       | fine prestito |
| A                | Răzvan Matiș       | Gloria Buzău          | fine prestito |
| A                | Robert Mustaca     | Concordia Chiajna     | fine prestito |

| Cessioni         | Cessioni          | Cessioni           | Cessioni   |
| R.               | Nome              | a                  | Modalità   |
| ---------------- | ----------------- | ------------------ | ---------- |
| D                | Romario Benzar    | UTA Arad           | svincolato |
| D                | Ayrton Mboko      | Botoșani           | svincolato |
| C                | Jérémy Corinus    | Chindia Târgoviște | svincolato |
| C                | Robert Ion        | Politehnica Iași   | svincolato |
| C                | Gabriel Torje     | Gençlerbirliği     | svincolato |
| A                | Robert Moldoveanu | Petrolul Ploiești  | svincolato |
| A                | Alexi Pitu        | Bordeaux           | definitivo |
| Altre operazioni |                   |                    |            |
| R.               | Nome              | a                  | Modalità   |
| A                | Răzvan Matiș      | Unirea Dej         | prestito   |
| A                | Robert Mustaca    | Unirea Slobozia    | prestito   |

## Risultati

### Liga I

#### Prima fase

##### Girone di andata
| Arbitro: | Iulian Călin |

|                       |           |            |
| Grameni 3’ Artean 29’ | Marcatori | 57’ Sidibe |

| Arbitro: | Florin Andrei |

|  |           |                              |
|  | Marcatori | 58’ (rig.), 76’ (rig.) Petre |

| Ovidiu 29 luglio 2022, ore 21:30 EEST 3ª giornata | Farul Costanza | 0 – 0 referto | Chindia Târgoviște | Stadio Viitorul (2 300 spett.)\| Arbitro: \| George Găman \| |
| Arbitro:                                          | George Găman   |               |                    |                                                              |

| Arbitro: | Sebastian Colțescu |

|          |           |                  |
| Roman 5’ | Marcatori | 40’ (rig.) Morar |

| Ovidiu 15 agosto 2022, ore 19:30 EEST 5ª giornata | Farul Costanza | 0 – 0 referto | Hermannstadt | Stadio Viitorul (1 200 spett.)\| Arbitro: \| Andrei Antonie \| |
| Arbitro:                                          | Andrei Antonie |               |              |                                                                |

| Arbitro: | Marian Barbu |

|                             |           |                |
| Alibec 46’ Larie 80’ (rig.) | Marcatori | 24’ Matricardi |

| Arbitro: | Radu Petrescu |

|                   |           |                            |
| Malele 10’ (rig.) | Marcatori | 34’ Pitu 63’, 87’ Munteanu |

| Arbitro: | Cătălin Popa |

|                                              |           |              |
| Alibec 23’ (rig.) Doukoure 45+2’ Grameni 77’ | Marcatori | 70’ Compagno |

| Arbitro: | Adrian Cojocaru |

|                                       |           |                          |
| Marković 26’, 66’ Ivan 44’ Nistor 71’ | Marcatori | 69’ Morar 33’, 41’ Torje |

| Arbitro: | Florin Andrei |

|                                  |           |  |
| Grameni 17’ Băluță 57’ Torje 90’ | Marcatori |  |

| Arbitro: | István Kovács |

|           |           |                            |
| Tamaș 57’ | Marcatori | 11’, 35’ Alibec 90+4’ Sali |

| Arbitro: | Horia Mladinovici |

|                             |           |  |
| Alibec 19’ (rig.) Casap 90’ | Marcatori |  |

| Arbitro: | Andrei Chivulete |

|  |           |              |
|  | Marcatori | 33’ Munteanu |

| Arbitro: | George Găman |

|                     |           |  |
| Pitu 31’ Artean 51’ | Marcatori |  |

| Arbitro: | István Kovács |

|              |           |            |
| Săpunaru 53’ | Marcatori | 19’ Alibec |

##### Girone di ritorno
| Arbitro: | Iulian Călin |

|           |           |                         |
| Baeten 8’ | Marcatori | 35’ Borza 51’ M.Popescu |

| Arbitro: | Rareș Vidican |

|                         |           |            |
| Pitu 28’ Moldoveanu 85’ | Marcatori | 37’ Carnat |

| Arbitro: | Sebastian Colțescu |

|                    |           |          |
| Neguț 90+1’ (rig.) | Marcatori | 67’ Pitu |

| Arbitro: | Viorel Flueran |

|                                                                     |           |  |
| Grameni 11’ Alibec 45+2’, 77’, 87’ Pitu 51’ Morar 66’, 69’ Kiki 81’ | Marcatori |  |

| Arbitro: | Bogdan Dumitrache |

|                                                            |           |  |
| Balaure 2’, 54’ Buhăcianu 71’ (rig.) Petrescu 90+4’ (rig.) | Marcatori |  |

| Arbitro: | Cătălin Popa |

|                  |           |           |
| Nemec 86’ (rig.) | Marcatori | 3’ Băluță |

| Arbitro: | István Kovács |

|  |           |                                           |
|  | Marcatori | 49’ Krasniqi 59’ (rig.) Manea 77’ Petrila |

| Arbitro: | Horațiu Feșnic |

|                                |           |                                            |
| Cordea 47’ Compagno 59’ (rig.) | Marcatori | 56’ Alibec 90+5’ (aut.) Omrani 90+6’ Borza |

| Arbitro: | Andrei Chivulete |

|                            |           |            |
| Mazilu 6’ Larie 34’ (rig.) | Marcatori | 59’ Nistor |

| Craiova 12 febbraio 2023, ore 17:00 EET 25ª giornata | Argeș Pitești | 0 – 0 referto | Farul Costanza | Stadio Nicolae Dobrin (3 124 spett.)\| Arbitro: \| George Găman \| |
| Arbitro:                                             | George Găman  |               |                |                                                                    |

| Arbitro: | Sebastian Colțescu |

|                                |           |  |
| Munteanu 28’ Alibec 58’ (rig.) | Marcatori |  |

| Arbitro: | Szabolcs Kovacs |

|  |           |            |
|  | Marcatori | 60’ Mazilu |

| Arbitro: | Adrian Cojocaru |

|                         |           |  |
| Băluță 22’ Mazilu 45+3’ | Marcatori |  |

| Arbitro: | Cătălin Popa |

|                     |           |  |
| Bic 39’ Remacle 58’ | Marcatori |  |

| Arbitro: | Sebastian Colțescu |

|                       |           |           |
| Artean 21’ Mazilu 50’ | Marcatori | 14’ Sefer |

#### Poule scudetto
| Arbitro: | István Kovács |

|                        |           |             |
| Grameni 28’ Mazilu 46’ | Marcatori | Tudorie 59’ |

| Arbitro: | Horațiu Feșnic |

|              |           |             |
| Bamgboye 55’ | Marcatori | 76’ Nedelcu |

| Arbitro: | Adrian Cojocaru |

|                                           |           |                       |
| Munteanu 17’ Grameni 54’ Larie 84’ (rig.) | Marcatori | 9’ Koljić 48’ Cîmpanu |

| Arbitro: | István Kovács |

|                               |           |          |
| Compagno 35’ (rig.) Coman 47’ | Marcatori | 51’ Sali |

| Arbitro: | Sebastian Colțescu |

|            |           |  |
| Mazilu 54’ | Marcatori |  |

| Arbitro: | Radu Petrescu |

|                |           |           |
| Ștefănescu 89’ | Marcatori | 73’ Borza |

| Arbitro: | Cătălin Popa |

|                                                              |           |                                   |
| Alibec 3’ (rig.), 45’, 61’ Băluță 23’, 27’ Munteanu 74’, 76’ | Marcatori | 58’ Săpunaru 86’ (rig.) Dugandžić |

| Arbitro: | Andrei Chivulete |

|                 |           |                 |
| Ivan 82’ (rig.) | Marcatori | 24’ M. Criciúma |

| Arbitro: | Radu Petrescu |

|                                         |           |                     |
| M. Criciúma 42’ Băluță 59’ Munteanu 86’ | Marcatori | 8’ Șut 17’ Compagno |

| Arbitro: | Marcel Bîrsan |

|              |           |                          |
| Bîrligea 15’ | Marcatori | 42’, 62’ (rig.) Munteanu |

### Cupa României

#### Fase a gironi
| Arbitro: | Valentin Porumbel |

|                        |           |               |
| Stancu 34’ Cioablă 86’ | Marcatori | 8’, 58’ Torje |

| Arbitro: | Horațiu Feșnic |

|  |           |                               |
|  | Marcatori | 49’ (rig.) Casap 90+7’ Mazilu |

| Ovidiu 7 dicembre 2022, ore 20:00 EET 3ª giornata | Farul Costanza     | 0 – 0 referto | CFR Cluj | Stadio Viitorul (3 000 spett.)\| Arbitro: \| Sebastian Colțescu \| |
| Arbitro:                                          | Sebastian Colțescu |               |          |                                                                    |

## Statistiche

### Statistiche di squadra
Statistiche aggiornate al 28 maggio 2023.
| Competizione  | Competizione   | Punti | In casa | In casa | In casa | In casa | In casa | In casa | In trasferta | In trasferta | In trasferta | In trasferta | In trasferta | In trasferta | Totale | Totale | Totale | Totale | Totale | Totale | DR  |
| Competizione  | Competizione   | Punti | G       | V       | N       | P       | Gf      | Gs      | G            | V            | N            | P            | Gf           | Gs           | G      | V      | N      | P      | Gf     | Gs     | DR  |
| ------------- | -------------- | ----- | ------- | ------- | ------- | ------- | ------- | ------- | ------------ | ------------ | ------------ | ------------ | ------------ | ------------ | ------ | ------ | ------ | ------ | ------ | ------ | --- |
| Liga I        | Prima fase     | 64    | 15      | 12      | 2       | 1       | 32      | 9       | 15           | 7            | 5            | 3            | 22           | 19           | 30     | 19     | 7      | 4      | 54     | 28     | +26 |
| Liga I        | Poule scudetto | 21    | 5       | 5       | 0       | 0       | 16      | 7       | 5            | 1            | 3            | 1            | 6            | 6            | 10     | 6      | 3      | 1      | 22     | 13     | +9  |
| Cupa României | Cupa României  | -     | 1       | 0       | 1       | 0       | 0       | 0       | 2            | 1            | 1            | 0            | 4            | 2            | 3      | 1      | 2      | 0      | 4      | 2      | +2  |
| Totale        | Totale         | -     | 21      | 17      | 3       | 1       | 48      | 16      | 22           | 9            | 9            | 4            | 32           | 27           | 43     | 26     | 12     | 5      | 80     | 43     | +37 |

### Andamento in campionato

#### Prima fase
| Giornata  | 1 | 2 | 3 | 4 | 5 | 6 | 7 | 8 | 9 | 10 | 11 | 12 | 13 | 14 | 15 | 16 | 17 | 18 | 19 | 20 | 21 | 22 | 23 | 24 | 25 | 26 | 27 | 28 | 29 | 30 |
| --------- | - | - | - | - | - | - | - | - | - | -- | -- | -- | -- | -- | -- | -- | -- | -- | -- | -- | -- | -- | -- | -- | -- | -- | -- | -- | -- | -- |
| Luogo     | C | T | C | T | C | C | T | C | T | C  | T  | C  | T  | C  | T  | T  | C  | T  | C  | T  | T  | C  | T  | C  | T  | C  | T  | C  | T  | C  |
| Risultato | V | V | N | N | N | V | V | V | P | V  | V  | V  | V  | V  | N  | V  | V  | N  | V  | P  | N  | P  | V  | V  | N  | V  | V  | V  | P  | V  |
| Posizione | 1 | 3 | 1 | 3 | 2 | 1 | 1 | 1 | 2 | 1  | 1  | 1  | 1  | 1  | 1  | 1  | 1  | 1  | 1  | 1  | 1  | 2  | 2  | 1  | 1  | 1  | 1  | 1  | 1  | 1  |

Legenda:

Luogo: C = Casa; T = Trasferta. Risultato: V = Vittoria; N = Pareggio; P = Sconfitta.

#### Poule scudetto
| Giornata  | 1 | 2 | 3 | 4 | 5 | 6 | 7 | 8 | 9 | 10 |
| --------- | - | - | - | - | - | - | - | - | - | -- |
| Luogo     | C | T | C | T | C | T | C | T | C | T  |
| Risultato | V | N | V | P | V | N | V | N | V | V  |
| Posizione | 1 | 1 | 1 | 1 | 1 | 1 | 1 | 1 | 1 | 1  |

Legenda:

Luogo: C = Casa; T = Trasferta. Risultato: V = Vittoria; N = Pareggio; P = Sconfitta.

### Statistiche dei giocatori
Sono in corsivo i calciatori che hanno lasciato la società a stagione in corso.
Statistiche aggiornate al 28 maggio 2023.
| Giocatore       | Liga I   | Liga I | Liga I      | Liga I     | Cupa României | Cupa României | Cupa României | Cupa României | Totale   | Totale | Totale      | Totale     |
| Giocatore       | Presenze | Reti   | Ammonizioni | Espulsioni | Presenze      | Reti          | Ammonizioni   | Espulsioni    | Presenze | Reti   | Ammonizioni | Espulsioni |
| --------------- | -------- | ------ | ----------- | ---------- | ------------- | ------------- | ------------- | ------------- | -------- | ------ | ----------- | ---------- |
| M. Aioani       | 39       | -40    | 4           | 0          | 0             | 0             | 0             | 0             | 39       | -40    | 4           | 0          |
| D. Alibec       | 31       | 14     | 8           | 1          | 0             | 0             | 0             | 0             | 31       | 14     | 8           | 1          |
| L. Andronache   | 3        | 0      | 0           | 0          | 2             | 0             | 0             | 0             | 5        | 0      | 0           | 0          |
| A. Artean       | 40       | 3      | 3           | 0          | 3             | 0             | 0             | 0             | 43       | 3      | 3           | 0          |
| L. Banu         | 2        | 0      | 0           | 0          | 0             | 0             | 0             | 0             | 2        | 0      | 0           | 0          |
| R. Baravykas    | 3        | 0      | 0           | 0          | 0             | 0             | 0             | 0             | 3        | 0      | 0           | 0          |
| T. Băluță       | 32       | 6      | 7           | 0          | 0             | 0             | 0             | 0             | 32       | 6      | 7           | 0          |
| R. Benzar       | 6        | 0      | 0           | 0          | 1             | 0             | 0             | 0             | 7        | 0      | 0           | 0          |
| D. Bîrzu        | 2        | 0      | 0           | 0          | 1             | 0             | 0             | 0             | 3        | 0      | 0           | 0          |
| R. Boboc        | 1        | 0      | 0           | 0          | 0             | 0             | 0             | 0             | 1        | 0      | 0           | 0          |
| K. Boli         | 13       | 0      | 2           | 0          | 0             | 0             | 0             | 0             | 13       | 0      | 2           | 0          |
| A. Borza        | 33       | 3      | 2           | 0          | 3             | 0             | 0             | 1             | 36       | 3      | 2           | 1          |
| A. Buzbuchi     | 1        | -1     | 0           | 0          | 3             | -2            | 0             | 0             | 4        | -3     | 0           | 0          |
| C. Casap        | 29       | 1      | 4           | 0          | 3             | 1             | 1             | 0             | 32       | 2      | 5           | 0          |
| I. Cojocaru     | 2        | 0      | 0           | 0          | 2             | 0             | 0             | 0             | 4        | 0      | 0           | 0          |
| J. Corinus      | 5        | 0      | 0           | 1          | 2             | 0             | 1             | 0             | 7        | 0      | 1           | 1          |
| M. Criciúma     | 13       | 2      | 3           | 0          | 0             | 0             | 0             | 0             | 13       | 2      | 3           | 0          |
| G. Dănuleasa    | 0        | 0      | 0           | 0          | 0             | 0             | 0             | 0             | 0        | 0      | 0           | 0          |
| K. Doukoure     | 27       | 1      | 0           | 0          | 3             | 0             | 1             | 0             | 30       | 1      | 1           | 0          |
| C. Grameni      | 39       | 6      | 3           | 0          | 0             | 0             | 0             | 0             | 39       | 6      | 3           | 0          |
| D. Grosu        | 0        | 0      | 0           | 0          | 0             | 0             | 0             | 0             | 0        | 0      | 0           | 0          |
| R. Ion          | 3        | 0      | 1           | 0          | 2             | 0             | 0             | 0             | 5        | 0      | 1           | 0          |
| D. Kiki         | 38       | 1      | 7           | 0          | 2             | 0             | 0             | 0             | 40       | 1      | 7           | 0          |
| I. Larie        | 39       | 3      | 4           | 0          | 0             | 0             | 0             | 0             | 39       | 3      | 4           | 0          |
| G. Marins       | 5        | 0      | 1           | 0          | 0             | 0             | 0             | 0             | 5        | 0      | 1           | 0          |
| A. Mazilu       | 19       | 6      | 1           | 0          | 2             | 1             | 0             | 0             | 21       | 7      | 1           | 0          |
| A. Mboko        | 0        | 0      | 0           | 0          | 2             | 0             | 1             | 0             | 2        | 0      | 1           | 0          |
| S. Mladen       | 4        | 0      | 1           | 0          | 0             | 0             | 0             | 0             | 4        | 0      | 1           | 0          |
| R. Moldoveanu   | 7        | 1      | 0           | 0          | 3             | 0             | 0             | 0             | 10       | 1      | 0           | 0          |
| V. Morar        | 21       | 4      | 3           | 0          | 2             | 0             | 0             | 0             | 23       | 4      | 3           | 0          |
| L. Munteanu     | 28       | 10     | 3           | 0          | 0             | 0             | 0             | 0             | 28       | 10     | 3           | 0          |
| Ș. Mușat        | 0        | 0      | 0           | 0          | 0             | 0             | 0             | 0             | 0        | 0      | 0           | 0          |
| D. Nedelcu      | 29       | 1      | 7           | 0          | 1             | 0             | 0             | 0             | 30       | 1      | 7           | 0          |
| A. Petre        | 3        | 2      | 1           | 0          | 0             | 0             | 0             | 0             | 3        | 2      | 1           | 0          |
| A. Pitu         | 20       | 5      | 2           | 0          | 0             | 0             | 0             | 0             | 20       | 5      | 2           | 0          |
| M. Popescu      | 30       | 1      | 7           | 1          | 3             | 0             | 1             | 0             | 33       | 1      | 8           | 1          |
| N. Popescu      | 1        | 0      | 0           | 0          | 0             | 0             | 0             | 0             | 1        | 0      | 0           | 0          |
| E. Rădăslăvescu | 1        | 0      | 0           | 0          | 0             | 0             | 0             | 0             | 1        | 0      | 0           | 0          |
| V. Răfăilă      | 0        | 0      | 0           | 0          | 0             | 0             | 0             | 0             | 0        | 0      | 0           | 0          |
| E. Sali         | 19       | 2      | 3           | 0          | 3             | 0             | 0             | 0             | 22       | 2      | 3           | 0          |
| D. Sîrbu        | 30       | 0      | 6           | 0          | 3             | 0             | 0             | 0             | 33       | 0      | 6           | 0          |
| A. Stoian       | 1        | 0      | 0           | 0          | 0             | 0             | 0             | 0             | 1        | 0      | 0           | 0          |
| G. Torje        | 16       | 3      | 5           | 0          | 1             | 2             | 1             | 0             | 17       | 5      | 6           | 0          |